# Dragtvång
Dragtvång (tyska: Zugzwang) är en term inom bland annat schack, som betecknar en situation då en spelare inte har några bra drag att göra, men ändå är tvungen att göra ett drag eftersom reglerna inte tillåter spelaren att stå över.
Ordet dragtvång är en direktöversättning av det tyska ordet Zugzwang, som också har direktlånats till flera språk, däribland engelska, ryska och spanska.

## Dragtvång i schack
|   | a                                                           | b                                                           | c                                                           | d                                                           | e                                                           | f                                                           | g                                                           | h                                                           |   |
| 8 | d5 vit kung · e5 svart bonde · e4 vit bonde · f4 svart kung | d5 vit kung · e5 svart bonde · e4 vit bonde · f4 svart kung | d5 vit kung · e5 svart bonde · e4 vit bonde · f4 svart kung | d5 vit kung · e5 svart bonde · e4 vit bonde · f4 svart kung | d5 vit kung · e5 svart bonde · e4 vit bonde · f4 svart kung | d5 vit kung · e5 svart bonde · e4 vit bonde · f4 svart kung | d5 vit kung · e5 svart bonde · e4 vit bonde · f4 svart kung | d5 vit kung · e5 svart bonde · e4 vit bonde · f4 svart kung | 8 |
| 7 | d5 vit kung · e5 svart bonde · e4 vit bonde · f4 svart kung | d5 vit kung · e5 svart bonde · e4 vit bonde · f4 svart kung | d5 vit kung · e5 svart bonde · e4 vit bonde · f4 svart kung | d5 vit kung · e5 svart bonde · e4 vit bonde · f4 svart kung | d5 vit kung · e5 svart bonde · e4 vit bonde · f4 svart kung | d5 vit kung · e5 svart bonde · e4 vit bonde · f4 svart kung | d5 vit kung · e5 svart bonde · e4 vit bonde · f4 svart kung | d5 vit kung · e5 svart bonde · e4 vit bonde · f4 svart kung | 7 |
| 6 | d5 vit kung · e5 svart bonde · e4 vit bonde · f4 svart kung | d5 vit kung · e5 svart bonde · e4 vit bonde · f4 svart kung | d5 vit kung · e5 svart bonde · e4 vit bonde · f4 svart kung | d5 vit kung · e5 svart bonde · e4 vit bonde · f4 svart kung | d5 vit kung · e5 svart bonde · e4 vit bonde · f4 svart kung | d5 vit kung · e5 svart bonde · e4 vit bonde · f4 svart kung | d5 vit kung · e5 svart bonde · e4 vit bonde · f4 svart kung | d5 vit kung · e5 svart bonde · e4 vit bonde · f4 svart kung | 6 |
| 5 | d5 vit kung · e5 svart bonde · e4 vit bonde · f4 svart kung | d5 vit kung · e5 svart bonde · e4 vit bonde · f4 svart kung | d5 vit kung · e5 svart bonde · e4 vit bonde · f4 svart kung | d5 vit kung · e5 svart bonde · e4 vit bonde · f4 svart kung | d5 vit kung · e5 svart bonde · e4 vit bonde · f4 svart kung | d5 vit kung · e5 svart bonde · e4 vit bonde · f4 svart kung | d5 vit kung · e5 svart bonde · e4 vit bonde · f4 svart kung | d5 vit kung · e5 svart bonde · e4 vit bonde · f4 svart kung | 5 |
| 4 | d5 vit kung · e5 svart bonde · e4 vit bonde · f4 svart kung | d5 vit kung · e5 svart bonde · e4 vit bonde · f4 svart kung | d5 vit kung · e5 svart bonde · e4 vit bonde · f4 svart kung | d5 vit kung · e5 svart bonde · e4 vit bonde · f4 svart kung | d5 vit kung · e5 svart bonde · e4 vit bonde · f4 svart kung | d5 vit kung · e5 svart bonde · e4 vit bonde · f4 svart kung | d5 vit kung · e5 svart bonde · e4 vit bonde · f4 svart kung | d5 vit kung · e5 svart bonde · e4 vit bonde · f4 svart kung | 4 |
| 3 | d5 vit kung · e5 svart bonde · e4 vit bonde · f4 svart kung | d5 vit kung · e5 svart bonde · e4 vit bonde · f4 svart kung | d5 vit kung · e5 svart bonde · e4 vit bonde · f4 svart kung | d5 vit kung · e5 svart bonde · e4 vit bonde · f4 svart kung | d5 vit kung · e5 svart bonde · e4 vit bonde · f4 svart kung | d5 vit kung · e5 svart bonde · e4 vit bonde · f4 svart kung | d5 vit kung · e5 svart bonde · e4 vit bonde · f4 svart kung | d5 vit kung · e5 svart bonde · e4 vit bonde · f4 svart kung | 3 |
| 2 | d5 vit kung · e5 svart bonde · e4 vit bonde · f4 svart kung | d5 vit kung · e5 svart bonde · e4 vit bonde · f4 svart kung | d5 vit kung · e5 svart bonde · e4 vit bonde · f4 svart kung | d5 vit kung · e5 svart bonde · e4 vit bonde · f4 svart kung | d5 vit kung · e5 svart bonde · e4 vit bonde · f4 svart kung | d5 vit kung · e5 svart bonde · e4 vit bonde · f4 svart kung | d5 vit kung · e5 svart bonde · e4 vit bonde · f4 svart kung | d5 vit kung · e5 svart bonde · e4 vit bonde · f4 svart kung | 2 |
| 1 | d5 vit kung · e5 svart bonde · e4 vit bonde · f4 svart kung | d5 vit kung · e5 svart bonde · e4 vit bonde · f4 svart kung | d5 vit kung · e5 svart bonde · e4 vit bonde · f4 svart kung | d5 vit kung · e5 svart bonde · e4 vit bonde · f4 svart kung | d5 vit kung · e5 svart bonde · e4 vit bonde · f4 svart kung | d5 vit kung · e5 svart bonde · e4 vit bonde · f4 svart kung | d5 vit kung · e5 svart bonde · e4 vit bonde · f4 svart kung | d5 vit kung · e5 svart bonde · e4 vit bonde · f4 svart kung | 1 |
|   | a                                                           | b                                                           | c                                                           | d                                                           | e                                                           | f                                                           | g                                                           | h                                                           |   |

I schackpartier uppkommer dragtvång oftast i slutfasen.
Det talas emellanåt även om ömsesidigt dragtvång, då ställningen på schackbrädet är sådan att oavsett vilken spelare som gör nästa drag kommer denna hamna i underläge.
Till höger ett elementärt exempel på ömsesidigt dragtvång. Den spelare som är vid draget är tvungen att flytta sin kung bort från att skydda sin bonde, vilket tillåter motståndarens kung att slå den.